# 傅家堰乡
傅家堰乡是中华人民共和国湖北省宜昌市五峰土家族自治县下辖的一个乡。

## 行政区划
傅家堰乡下辖以下村级行政区划单位：
傅家堰社区、傅家堰村、火山村、马蹄井村、田家山村、左泉洞村、大龙坪村、白庙村、鸭儿坪村和桥料村。

## 名人
- 何京应：五峰县付家堰马蹄井人，现任北京未来新世纪教育研究所研究员，长期从事教育资源研究，依托于清华大学、北京大学、中国人民大学、郑州大学、中国策划研究院、中国科学院心理研究所等知名机构的智力资源，为创建具有中国特色的网络教育资源《高考资源网》进行了大量的实证研究与实践探索。